# Serra Amarela
A Serra Amarela é a nona maior elevação de Portugal Continental, com 1359 metros de altitude no seu topo (Louriça). Situa-se no Minho, entre a serra do Gerês e a serra do Soajo, fazendo parte do sistema montanhoso da Peneda-Gerês. Encontra-se nos concelhos de Ponte da Barca e Terras de Bouro, estendendo-se também, de forma mais periférica, até ao concelho de Vila Verde. É limitada a Norte pelo rio Lima e a Sul pelo rio Homem.
O maciço principal da Serra Amarela vai do vale do Rio Cabril (Lindoso), até ao vale do Rio Germil. A serra continua, prolongando-se para sudoeste do Alto da Carvalhinha (alt. 1096 m) numa cumeada contínua mas descendente até Santo António de Mixões da Serra (alt. 750 m), já no concelho de Vila Verde, onde ainda mantém características de montanha. O Vale da Ribeira da Cabra, também em Vila Verde, marca a extremidade geográfica da Serra Amarela.
Está incluída no Parque Nacional da Peneda-Gerês.
No sopé desta serra, no sentido Sul, orientada para a orla direita do rio Homem, encontra-se a barragem de Vilarinho das Furnas, cuja construção, em 1971, submergiu a aldeia homónima.

## Fauna/Flora
O nome "Serra Amarela" deriva da tonalidade dourada das rochas e da vegetação amarelada que compõem a paisagem, especialmente durante a altura da primavera e verão.
Ao nível dos mamíferos destaca-se a cabra-montês (Capra pyrenaica), o corço (Capreolus capreolus) e o seu principal predador, o lobo-ibérico (Canis lupus), espécie protegida e considerada em perigo em Portugal. Ao nível das aves podem-se observar muitas espécies, apesar de algumas das mais raras estarem ausentes desta zona.
No maciço principal da serra encontra-se a Alcateia da Serra Amarela, que abrange Terras de Bouro e Ponte da Barca. Já no prolongamento para sudoeste desta serra, fora da zona de maior altitude e do maciço principal, encontra-se a Alcateia de Vila Verde/Amarela Oeste, que abrange Vila Verde, Terras de Bouro e Ponte da Barca.

## O que visitar na Serra Amarela
- Alto da Louriça (1359 m), ponto mais alto da Serra Amarela
- Alto da Carvalhinha (1096 m)
- Aldeias de montanha de Lindoso, Ermida, Germil, Brufe
- Vilarinho da Furna (aldeia submersa devido à construção da barragem)
- Silha dos Ursos (estrutura em granito que servia para proteger as colmeias dos ursos)
- Fojos do Lobos de Germil, Ermida e Brufe (antigas armadilhas para lobos usadas nesta serra até aos finais dos anos de 1970)
- Branda de Bilhares (habitadas antigamente pelos pastores durante a primavera/verão)
- Santo António de Mixões da Serra, em Valdreu, Vila Verde, onde ocorre todos os anos no domingo anterior ao dia de Santo António (13 de junho) a centenária tradição da Benção dos Animais
- Necrópole Megalítica da Serra Amarela, classificada como sítio de interesse público em 2013
- Cascatas e Lagoas